# 이시구레촌
이시구레촌(石榑村)은 일본 미에현 이나베군에 설치되었던 촌이다. 현재의 이나베시의 일부에 해당한다.